# Lista de sociedades de engenharia química
Esta é uma lista de sociedades de engenharia química no mundo. Os itens estão classificados por continente e por ordem alfabética de país. Estão inclusas sociedades nacionais e internacionais, porém não são listadas sociedades estudantis ou aquelas restritas a uma única universidade ou instituição.

## África
| Nome                                                      | Data de fundação | Sede        | Página oficial              | Referência  |
| --------------------------------------------------------- | ---------------- | ----------- | --------------------------- | ----------- |
| Sociedade Etíope de Engenheiros Químicos (ESCHE)          | 1995             | Adis Abeba  | «Sítio oficial»             | [ 1 ] [ 2 ] |
| Sociedade Nigeriana de Engenheiros Químicos (NSChE)       | 1969             | Lagos       | «Sítio oficial» (em inglês) | [ 3 ] [ 4 ] |
| Instituição Sul-africana de Engenheiros Químicos (SAIChE) |                  | Joanesburgo | «Sítio oficial»             | [ 5 ]       |

## América do Norte
| Nome                                                                                                | Data de fundação | Sede        | Página oficial                | Referência  |
| --------------------------------------------------------------------------------------------------- | ---------------- | ----------- | ----------------------------- | ----------- |
| Sociedade Canadense para Engenharia Química (CSChE)                                                 |                  | Ottawa      | «Sítio oficial»               | [ 6 ]       |
| Instituto Americano de Engenheiros Químicos (AIChE)                                                 | 1908             | Nova Iorque | «Sítio oficial»               | [ 7 ] [ 8 ] |
| Organização Nacional para o Avanço Profissional de Químicos e Engenheiros Químicos Negros (NOBCChE) | 1972             | Annapolis   | «Sítio oficial»               | [ 9 ]       |
| Instituto Mexicano de Engenheiros Químicos (IMIQ)                                                   | 1957             |             | «Sítio oficial» (em espanhol) | [ 10 ]      |

## América do Sul
| Nome                                                  | Data de fundação | Sede         | Página oficial  | Referência    |
| ----------------------------------------------------- | ---------------- | ------------ | --------------- | ------------- |
| Associação Argentina de Engenheiros Químicos (AAIQ)   | 1928             | Buenos Aires | «Sítio oficial» | [ 11 ]        |
| Associação Brasileira de Engenharia Química (ABEQ)    | 1975             | São Paulo    | «Sítio oficial» | [ 12 ] [ 13 ] |
| Associação Colombiana de Engenharia Química (ACIQ)    |                  | Bogotá       | «Sítio oficial» | [ 14 ]        |
| Associação dos Engenheiros Químicos do Uruguai (AIQU) | 1933             | Montevidéu   | «Sítio oficial» | [ 15 ]        |

## Ásia
| Nome                                                                 | Data de fundação | Sede        | Página oficial                 | Referência    |
| -------------------------------------------------------------------- | ---------------- | ----------- | ------------------------------ | ------------- |
| Instituto Coreano de Engenheiros Químicos (KIChE)                    | 1962             | Seul        | «Sítio oficial»                | [ 16 ]        |
| Instituto Filipino de Engenheiros Químicos (PIChE)                   | 1939             | Makati      | «Sítio oficial»                | [ 17 ] [ 18 ] |
| Instituto Indiano de Engenheiros Químicos (IIChE)                    | 1947             | Calcutá     | «Sítio oficial»                | [ 19 ] [ 20 ] |
| Associação Iraniana de Engenharia Química (IAChE)                    | 1992             | Teerã       | «Sítio oficial» (em persa)     | [ 21 ]        |
| Instituto de Israel de Engenheiros Químicos (IIChE)                  | 1963             | Haifa       | «Sítio oficial»                | [ 22 ] [ 23 ] |
| Sociedade dos Engenheiros Químicos do Japão (SCEJ)                   | 1936             | Tóquio      | «Sítio oficial»                | [ 24 ]        |
| Sociedade dos Engenheiros Químicos do Nepal (SOCEON)                 |                  | Catmandu    | «Sítio oficial»                | [ 25 ]        |
| Instituto do Paquistão de Engenheiros Químicos (PIChE)               | 1969             | Lahore      | «Sítio oficial»                | [ 26 ] [ 27 ] |
| Instituto Tailandês de Engenharia Química e Química Aplicada (TIChE) | 1996             | Banguecoque | «Sítio oficial» (em tailandês) | [ 28 ] [ 29 ] |
| Instituto Taiwanês de Engenharia Química (TwIChE)                    |                  | Taipé       | «Sítio oficial» (em chinês)    | [ 30 ]        |

## Europa
| Nome                                                        | Data de fundação | Sede              | Página oficial                | Referência    |
| ----------------------------------------------------------- | ---------------- | ----------------- | ----------------------------- | ------------- |
| Sociedade para Engenharia Química e Biotecnologia (DECHEMA) | 1926             | Frankfurt am Main | «Sítio oficial»               | [ 31 ] [ 32 ] |
| Federação Europeia de Engenharia Química (EFCE)             | 1953             | Frankfurt am Main | «Sítio oficial»               | [ 33 ] [ 34 ] |
| Associação Italiana de Engenharia Química (AIDIC)           | 1958             | Milão             | «Sítio oficial» (em italiano) | [ 35 ]        |
| Instituição de Engenheiros Químicos (IChemE)                | 1922             | Rugby             | «Sítio oficial»               | [ 36 ] [ 37 ] |

## Oceania
| Nome                                                                   | Data de fundação | Sede         | Página oficial  | Referência    |
| ---------------------------------------------------------------------- | ---------------- | ------------ | --------------- | ------------- |
| Confederação Ásia-Pacífico de Engenharia Química (APCChE)              | 1975             | Melbourne    | «Sítio oficial» | [ 38 ] [ 39 ] |
| Federação Australiana e Neozelandesa de Engenheiros Químicos (ANZFChE) | 1997             |              | «Sítio oficial» | [ 40 ]        |
| Sociedade de Engenheiros Químicos da Nova Zelândia (SCENZ)             | 1997             | Christchurch | «Sítio oficial» | [ 41 ] [ 42 ] |